# Asz-Szahama
Asz-Szahama (arab. الشهامة) – wieś w Syrii, w muhafazie Aleppo, w dystrykcie Ajn al-Arab. W 2004 roku liczyła 929 mieszkańców.